# مايك إيليس
مايك إيليس (بالإنجليزية: Mike Ellis)‏ مواليد 27 يوليو 1958م، هو لاعب كرة سلة أسترالي سابق بدأ مسيرته الاحترافية في سنة 1982م.